# Phare d'Avery Point
Le phare d'Avery Point est un phare situé à Groton, dans le Connecticut, aux États-Unis, précisément sur le campus Avery Point de l'Université du Connecticut. C'est le dernier phare construit dans cet état.
Ce phare est inscrit au Registre national des lieux historiques depuis le 23 août 2002 sous le n° 020008665 .

## Histoire
Le phare d'Avery Point, construit comme mémorial à tous les autres phares et gardiens de phare, fut terminé en 1943, pendant la Seconde Guerre mondiale, et ne fut pas éclairé immédiatement à la fin de sa construction, à cause de la possibilité d'invasions ennemies par la mer. Il entra finalement en service en 1944. Le phare fut désactivé je 25 juin 1967, quand la US Coast Guard déplaça ses installations d'entraînement d'Avery Point à Governors Island. Le phare fut abandonné jusqu'en 1999, sa restauration commença en 2004 et dura deux ans, jusqu'en 2006.
Il fut rallumé et répertorié comme aide officielle à la navigation le 15 octobre 2006.

## Description
Le phare  est une tour octogonale en béton claire-voie, avec galerie et lanterne, de 17 m de haut. La tour est non peinte, la lanterne est blanche avec un toit noir. Il émet, à une hauteur focale de 17 m, éclat vert  par période de 4 secondes. Sa portée est de 3.5 milles nautiques (environ 6.5 km) .
Identifiant : ARLHS : USA-023 ; USCG :  1-21742 ; Admiralty : J0730.5 .

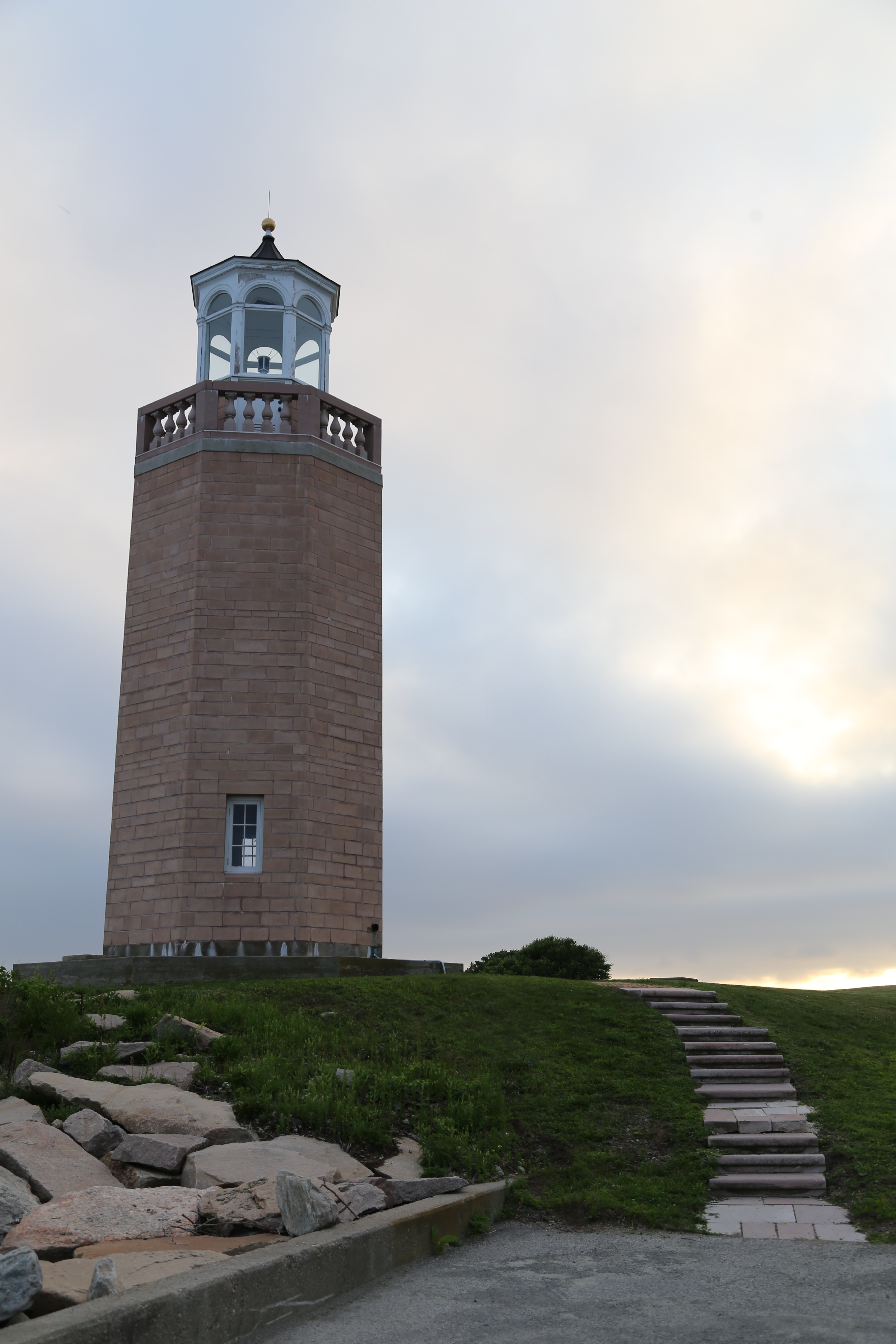
Le phare
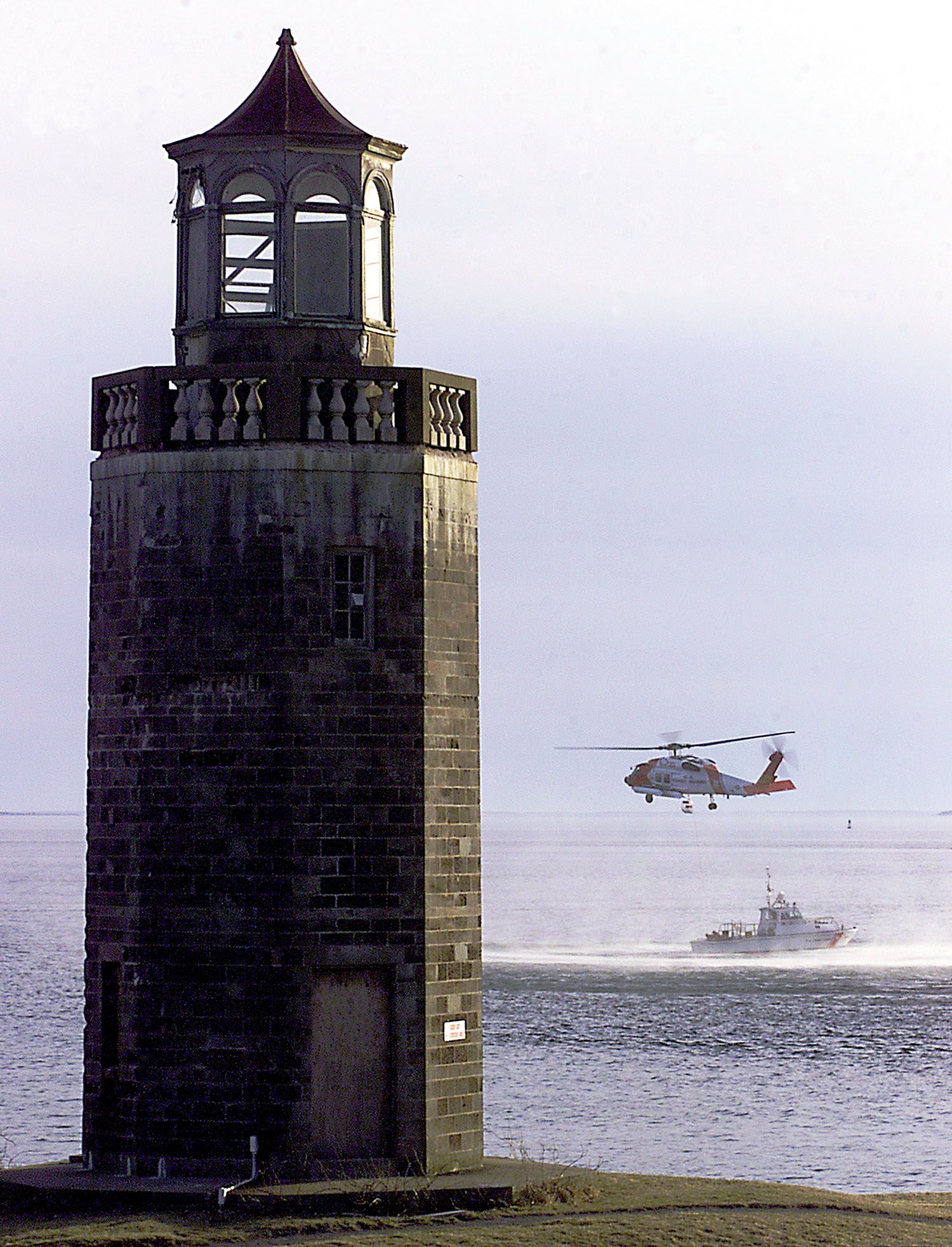
Le phare

### Lien connexe
- Liste des phares du Connecticut